# المرحلة الثانية في تصفيات أوروبا لكأس العالم 2010
الدور الثاني من تصفيات أوروبا لعبت بين أفضل 8 منتخبات احتلت المركز الثاني في المجموعات التسع في الدور الأول وذلك للتأهل إلى بطولة كأس العالم لكرة القدم 2010 .
ستلعب المباريات بنظام الذهاب والإياب والفائز في مجموع المباراتين سيتأهل إلى جنوب أفريقيا. تم تحديد يومي 14 و 18 نوفمبر 2009 لإقامة المباريات. تم إجراء القرعة في زيوريخ في 19 أكتوبر وسحب القرعة لاعب منتخب جنوب أفريقيا ستيفن بينار.

## الترتيب أصحاب المركز الثاني
تم تأهيل أفضل 8 منتخبات احتلت المركز الثاني للعب مباريات الدور الثاني. بما أن هناك مجموعة تتكون من 5 منتخبات وباقي المجموعات الثمانية تتكون من 6 منتخبات فإنه من أجل اقرار العدل بين جميع المنتخبات تم حذف نتائج صاحب المركز الثاني مع صاحب المركز السادس.
| أسطورة                         |
| ------------------------------ |
| منتخبات تأهلت إلى الدور الثاني |

| المجموعة | المنتخب         | لعب | فاز | تعادل | خسر | له | عليه | +\- | نقاط |
| -------- | --------------- | --- | --- | ----- | --- | -- | ---- | --- | ---- |
| 4        | روسيا           |     | 5   | 1     | 2   | 15 | 6    | +9  | 16   |
| 2        | اليونان         |     | 5   | 1     | 2   | 16 | 9    | +7  | 16   |
| 6        | أوكرانيا        |     | 4   | 3     | 1   | 10 | 6    | +4  | 15   |
| 7        | فرنسا           |     | 4   | 3     | 1   | 12 | 9    | +3  | 15   |
| 3        | سلوفينيا        |     | 4   | 2     | 2   | 10 | 4    | +6  | 14   |
| 5        | البوسنة والهرسك |     | 4   | 1     | 3   | 19 | 12   | +7  | 13   |
| 1        | البرتغال        |     | 3   | 4     | 1   | 9  | 5    | +4  | 13   |
| 8        | جمهورية أيرلندا |     | 2   | 6     | 0   | 8  | 6    | +2  | 12   |
| 9        | النرويج         |     | 2   | 4     | 2   | 9  | 7    | +2  | 10   |

### قواعد الترتيب
1. مجموع النقاط.
2. فارق الأهداف.
3. الأهداف المسجلة لصالحه.
4. الأهداف المسجلة لصالحه خارج ملعبه.
5. الانضباط السلوكي (البطاقة الصفراء -1 نقطة، بطاقتين صفراوين في نفس المباراة -3 نقاط، البطاقة الحمراء -3 نقاط، بطاقة صفراء ثم بطاقة حمراء مباشرة -4 نقاط)
6. القرعة

## التوزيع والقرعة
في سبتمبر 2009 أعلن الاتحاد الدولي لكرة القدم بأنه سيجري قرعة الدور الثاني حسب التصنيف الشهري للمنتخبات الصادر عنه في 16 أكتوبر 2009 . أفضل 4 منتخبات في التصنيف وضعت على الفئة الأولى والباقي في الفئة الثانية على أن يلتقي منتخب من الفئة الأولى مع منتخب من الفئة الثانية وتم إجراء القرعة من أجل تحديد صاحب ملعب مباراة الذهاب.

### جدل القرعة
تم إجراء القرعة بنفس طريقة تصفيات بطولة 2006 على الرغم من أن الاتحاد الدولي لكرة القدم قد أعلن سابقا بأنه سيغير من طريقة القرعة. تأجيل اتخاذ قرار في طريقة إجراء القرعة حتى نهاية التصفيات أثار الجدل بسبب محاولة الاتحاد الدولي لكرة القدم معرفة المنتخبات الكبيرة التي ستلعب في الدور الثاني والتي كان أبرزها روسيا، فرنسا، والبرتغال. نتيجة لذلك قال حارس مرمى منتخب أيرلندا شاي غيفن:
| ” | طريقة غير عادلة للدول الصغيرة أمثالنا | “ |

بينما قال الصحفي الرياضي غابرييل مارتشوتي بأن الاتحاد الدولي لكرة القدم كاد أن يغير من طريقة إجراء قرعة الدور الثاني في منتصف التصفيات.

### التوزيع
| الفئة الأولى | الفئة الأولى |
| المنتخب      | تصنيف        |
| ------------ | ------------ |
| روسيا        | 6            |
| فرنسا        | 10           |
| اليونان      | 12           |
| البرتغال     | 17           |

| الفئة الثانية   | الفئة الثانية |
| المنتخب         | تصنيف         |
| --------------- | ------------- |
| أوكرانيا        | 25            |
| جمهورية أيرلندا | 38            |
| البوسنة والهرسك | 46            |
| سلوفينيا        | 54            |

## المباريات
| جمهورية أيرلندا | 0 – 1   | فرنسا             |
| --------------- | ------- | ----------------- |
|                 | التقرير | نيكولا أنيلكا 72' |

| فرنسا             | 1 – 1 (وقت إضافي) | جمهورية أيرلندا |
| ----------------- | ----------------- | --------------- |
| ويليام غالاس 103' | التقرير           | روبي كين 32'    |

فاز منتخب فرنسا 2-1 في مجموع المباراتين وتأهل إلى بطولة كأس العالم.
| البرتغال        | 1 – 0   | البوسنة والهرسك |
| --------------- | ------- | --------------- |
| برونو ألفيز 31' | التقرير |                 |

| البوسنة والهرسك | 0 – 1   | البرتغال         |
| --------------- | ------- | ---------------- |
|                 | التقرير | راؤول ميريلس 56' |

فاز منتخب البرتغال 2-0 في مجموع المباراتين وتأهل إلى بطولة كأس العالم.
| اليونان | 0 – 0   | أوكرانيا |
| ------- | ------- | -------- |
|         | التقرير |          |

| أوكرانيا | 0 – 1   | اليونان                  |
| -------- | ------- | ------------------------ |
|          | التقرير | ديميتريوس سالبيغيديس 31' |

فاز منتخب اليونان 1-0 في مجموع المباراتين وتأهل إلى بطولة كأس العالم.
| روسيا                          | 2 – 1   | سلوفينيا          |
| ------------------------------ | ------- | ----------------- |
| دينييار بيلياليتدينوف 40'، 52' | التقرير | نييتش بيتشنيك 88' |

| سلوفينيا          | 1 – 0   | روسيا |
| ----------------- | ------- | ----- |
| زلاتكو ديديتش 44' | التقرير |       |

تعادل منتخب سلوفينيا 2-2 في مجموع المباراتين وتأهل بفضل قاعدة الأهداف المسجلة خارج الأرض إلى بطولة كأس العالم.